# Chorassani-Stil

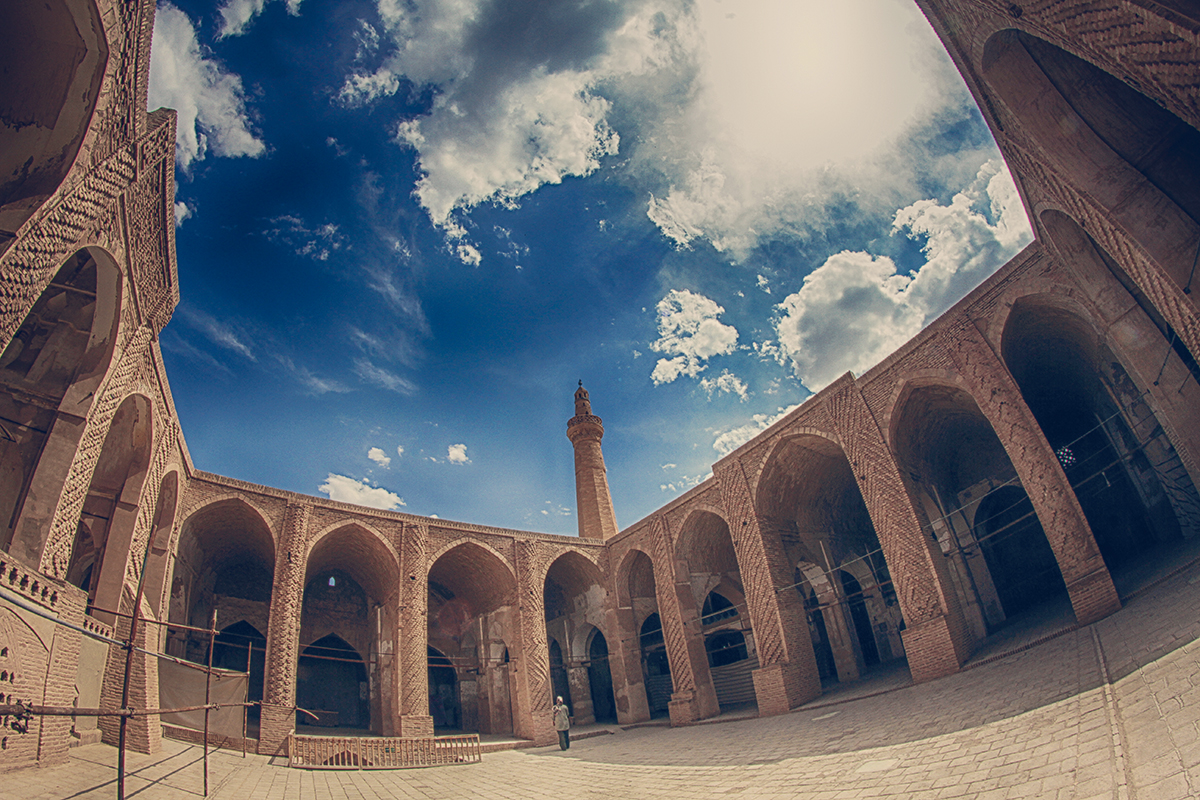
Freitagsmoschee von Nain

Der Chorassani-Stil (persisch سبک خراسانی, IPA: sæbk ɛ xoɾɑsɑni) ist ein traditioneller iranischer Baustil. In der zeitlichen Reihenfolge ist er der dritte Baustil nach dem Parsi- und Parti-Stil. Der Baustil entwickelte sich im frühen 8. Jahrhundert und existierte bis zum 10. Jahrhundert. Er wurde stark durch sassanidische architektonische Elemente, besonders die Bogenarchitektur des Taq-e Kisra, beeinflusst. Dieser Baustil weist elliptische Bögen auf, die Moscheen sind eiförmig und sehr schlicht.
Beispiele für den Chorassani-Stil:
- Freitagsmoschee von Fahradsch
- Tārichāne
- Freitagsmoschee von Neyris
- Freitagsmoschee von Nain